# 墨脱新月蕨
墨脱新月蕨（学名：Pronephrium medogensis）为金星蕨科新月蕨属下的一个种。